# Aeroportul Oslo, Fornebu
Aeroportul Oslo, Fornebu (IATA: FBU, ICAO: ENFB) este un aeroport din Comuna Bærum, Akershus, Norvegia ce deservește zona Oslo. A fost deschis în 1 iunie 1939 și numit după zona deservită.
Situat la o altitudine de 17 m, aeroportul dispune de 2 piste. Este operat de Norwegian Civil Aviation Administration⁠(d).

## Infrastructură

### Piste
Aeroportul dispune de 2 piste. Pista 06/24 are suprafața de asfalt. Pista 01/19 are suprafața de asfalt. 